# Voice 2: Cover Lovers Rock
Voice 2: Cover Lovers Rock là album thứ ba và là album cover thứ hai của Ban Tomiko.

## Danh sách các track
1. "Cherry" (チェリー?) (Spitz)
2. "Boku wa Koko ni Iru" (僕はここにいる I'm Here?) (Masayoshi Yamazaki)
3. "You're the Only..." (Masatoshi Ono)
4. "Sakura" (さくら?) (Naotaro Moriyama)
5. "It's Only Love" (Masaharu Fukuyama)
6. "Tōku Tōku" (遠く遠く Far Away Far Away?) (Noriyuki Makihara)
7. "Oh My Little Girl" (Yutaka Ozaki)
8. "Seishun no Kage" (青春の影 Shadow of Youth?) (Tulip)
9. "Zoo" (Kaori Kawamura)
10. "Aisubeki Hito yo" (愛すべきひとよ A Lovable Person?) (The Kaleidoscope)
11. Oh Pretty Woman (Roy Orbison)

## Track trong DVD
1. Cherry (チェリー) PV

## Vị trí trên Bảng xếp hạng Oricon
| Thứ hai | Thứ ba | Thứ tư | Thứ năm | Thứ sáu | Thứ bảy | Chủ nhật | Xếp hạng của tuần | Tổng số lượng |
| ------- | ------ | ------ | ------- | ------- | ------- | -------- | ----------------- | ------------- |
| -       | 10     | 19     | 30      | 33      | 29      | 37       | 28                | 7,979         |
| 47      | x      | x      | x       | x       | x       | x        | x                 | x,xxx         |
| x       | x      | x      | x       | x       | x       | x        | x                 | x,xxx         |

Tổng số lượng đã bán ra: 7,979 bản 